# 古根貝格山
48°06′23″N 13°29′29″E / 48.106519°N 13.491404°E
古根貝格山（德語：Guggenberg），是奧地利的山峰，位於該國北部，由上奧地利州負責管轄，屬於豪斯魯克山的一部分，處於普拉默特和豪斯魯克山區弗蘭肯堡附近，海拔高度697米，山體在1,000萬年前形成。